# فلوروغلوسينول
فلوروغلوسينول هو مركب عضوي له الصيغة الكيميائية C6H6O3، ويكون على شكل بلورات ذات لون أبيض إلى بيج.
تتألف بنية المركب من حلقة بنزين يرتبط بها ثلاثة مستبدلات من الهيدروكسيل، لذلك فالمركب أحد متصاوغات ثلاثي هيدروكسي البنزين.

## الوفرة الطبيعية والتحضير
يوجد فلوروغلوسينول على شكل مستقلب ثانوي في العديد من الأنواع النباتية وبعض الأحياء الأخرى مثل الطحالب والبكتريا. فتوجد مشتقات الأسيل في أنواع السراخس الذكرية Dryopteris في كل من Dryopteris arguta  و Dryopteris crassirhizoma. على سبيل المثال.
عزل فلوروغلوسينول لأول مرة من مركب فلوريتين Phloretin، والموجود في ثمار بعض الأشجار باستخدام هيدروكسيد البوتاسيوم. كما يمكن عزل المركب بشكل مشابه من الغليكوسيدات ومستخلصات النباتات والراتنجات مثل الكيرسيتين والكاتيكين والفلوبافين Phlobaphene.
أما مخبرياً فيتم التحضير انطلاقاً من ثلاثي نترو البنزين؛ الذي يحصل عليه من البنزين بإجراء نترتة انتقائية، ثم إخضاع المركب للهدرجة على حفاز من نيكل راني ثم بالحلمهة القلوية.

## الخواص
يوجد المركب على شكل بلورات بيضاء اللون إلى بيج، لها انحلالية ضعيفة في الماء، وبكنها تنحل بشكل جيد في الإيثانول والإيثر والبيريدين.
يوجد المركب بتوازن مع صنوه الإينولي حلقي هكسانتريون في صنوانية كيتو-إينول:

## الاستخدامات
يستخدم مركب فلوروغلوسينول في صناعة المستحضرات الدوائية، حيث للمركب ومشتقاته خواص مضادة للتشنج؛ كما يستخدم في ككاشف كيميائي في المختبرات وفي صناعة المتفجرات.

## اقرأ أيضاً
- هيدروكسي كينول